# Lasioglossum loetum
Lasioglossum loetum là một loài Hymenoptera trong họ Halictidae. Loài này được Brullé mô tả khoa học năm 1840.